# Thomas Van Scoy
Thomas Van Scoy (White megye, Indiana, 1848. február 13. – Helena, Montana, 1901. február 11.) amerikai metodista lelkész, oktató, polgárháborús katona, valamint a Willamette Egyetem, illetve az egykori Portlandi Egyetem és a Montanai Wesleyan Egyetem rektora.

## Fiatalkora
Édesapja William Van Scoy farmer, édesanyja Mary Van Scoy (született Channel). Tizennégy gyermek közül a legfiatalabb volt. 1855-ben a család Iowában folytatta a gazdálkodást, majd a nehézségek miatt 1860-ban a szülők három legfiatalabb gyermekükkel visszaköltöztek Indianába. 1865–1866-ban Thomas Van Scoy a polgárháborúban az Unió oldalán a Shenandoah-völgyben volt őr.
1866-tól Brookstonban tanult, majd két évet töltött a hadügyi iskolában, melynek oktatója lett. A Brookston Academyn eltöltött egy év után beiratkozott a Northwestern Egyetemre, ahol a Fí Gamma Delta diákszövetség tagja volt. Két év elteltével a Brookston Academy igazgatójává nevezték ki, de három év után lemondott és visszairatkozott az egyetemre. 1875-ben diplomát szerzett (később a Fí Béta Kappa tagja lett), majd metodista lelkész lett. 1875. szeptember 22-én feleségül vette Jennie E. Thomast. 1876 és 1879 között a Garrett Teológiai Intézetben tanult.

## Oregoni pályafutása
1879-ben a Willamette Egyetem görög tanszékének vezetője és az ősi nyelvek oktatója lett. A pozíciókat a felesége állapotának javulása érdekében vállalta el, azonban ő 1883-ban elhunyt. 1880-ban, Charles E. Lambert lemondását követően rektorrá nevezték ki. Ugyanezen évben az egyetem első diplomásának lakóházában női főiskolát alakított ki; ma ez a kollégiumként szolgáló Lausanne épület.
1884-ben a University of the Pacificen teológiadoktori (DDiv) fokozatot szerzett. 1885-ben feleségül vette Jessie Easthamet, akivel egy fiuk született (előző házasságából egy lánya született). 1887-ben az iskola számára megvásárolta a Kapitólium íróasztalait. 1891 júniusában a Portlandi Egyetem dékáni pozíciójának elvállalása miatt lemondott. Később a Portlandi Egyetem rektora lett. Van Scoy volt az 1893-ban átadott délkelet-portlandi metodista templom első lelkésze.

## 1898 után
1898-ban a később a Sziklás-hegységi Főiskolába olvadt Montanai Wesleyan Egyetem rektora lett; 1900-ban az intézményt Helenába költöztette. A Republikánus Párt támogatója volt. 1901. február 11-én, 52 évesen hunyt el; sírhelye Helenában van.

## Fordítás
- Ez a szócikk részben vagy egészben  a   Thomas Van Scoy című angol Wikipédia-szócikk ezen változatának fordításán alapul.  Az eredeti cikk szerkesztőit annak laptörténete sorolja fel. Ez a jelzés csupán a megfogalmazás eredetét és a szerzői jogokat jelzi, nem szolgál a cikkben szereplő információk forrásmegjelöléseként.